# Copa Panamericana de Voleibol Femenino Sub-20
La Copa Panamericana de Voleibol Femenino Sub-21 o Copa Panamericana de Voleibol Femenino Juvenil es un torneo internacional de voleibol femenino. Es organizado por la Confederación Sudamericana de Voleibol y la NORCECA, y está dirigido a las selecciones nacionales de toda América (Norte, Sur y Centroamérica, y el Caribe) que integren jugadoras con un máximo de 21 años de edad. El evento se realizará cada 2 años.

## Historial
| N.º | Año  | Sede                 | Medalla de oro       | Medalla de plata     | Medalla de bronce | Cuarto puesto        |
| --- | ---- | -------------------- | -------------------- | -------------------- | ----------------- | -------------------- |
| I   | 2011 | Perú                 | Perú                 | República Dominicana | Cuba              | México               |
| II  | 2013 | Cuba                 | México               | República Dominicana | Colombia          | Perú                 |
| III | 2015 | República Dominicana | República Dominicana | Argentina            | Chile             | México               |
| IV  | 2017 | Costa Rica           | Estados Unidos       | Argentina            | Cuba              | Puerto Rico          |
| V   | 2019 | Perú                 | Cuba                 | República Dominicana | Perú              | Puerto Rico          |
| VI  | 2022 | México               | Estados Unidos       | Argentina            | México            | Chile                |
| VI  | 2023 | México               | Estados Unidos       | México               | Cuba              | República Dominicana |
| VI  | 2025 | Costa Rica           | Estados Unidos       | Chile                | Costa Rica        | Canadá               |

## Medallero histórico
- Actualizado hasta Costa Rica 2025.

| #     | País                 | Medalla de oro | Medalla de plata | Medalla de bronce | Total |
| ----- | -------------------- | -------------- | ---------------- | ----------------- | ----- |
| 1     | Estados Unidos       | 4              | 0                | 0                 | 6     |
| 2     | República Dominicana | 1              | 3                | 0                 | 4     |
| 3     | Cuba                 | 1              | 0                | 2                 | 3     |
| 4     | México               | 1              | 0                | 1                 | 2     |
| 4     | Perú                 | 1              | 0                | 1                 | 2     |
| 6     | Argentina            | 0              | 3                | 0                 | 3     |
| 7     |                      |                |                  |                   |       |
| Chile | 0                    | 1              | 1                | 2                 |       |
| 8     | Costa Rica           | 0              | 0                | 1                 | 1     |
| 9     | Colombia             | 0              | 0                | 1                 | 1     |

### Medallero confederaciones
| Pos. | Confederación |   |   |   | Total |
| ---- | ------------- | - | - | - | ----- |
| 1    | NORCECA       | 5 | 3 | 3 | 11    |
| 2    | CSV           | 1 | 3 | 3 | 7     |

## Jugadora más Valiosa por edición
- 2011 –  Daniela Uribe
- 2013 –  Alejandra Isiordia
- 2015 –  Gaila González
- 2017 –  Thayer Hall
- 2019 –  Ailama Cese
- 2022 –  Merrit Beason